# Perizoma costinotaria
Perizoma costinotaria är en fjärilsart som beskrevs av John Henry Leech 1897. Perizoma costinotaria ingår i släktet Perizoma och familjen mätare. Inga underarter finns listade i Catalogue of Life.